# Ҝ
Das Ҝ (Kleinbuchstabe ҝ) ist ein Buchstabe des kyrillischen Alphabets, der sich vom К ableitet. Der Buchstabe kommt nur in der Kyrilliza des Aserbaidschanischen vor, wo es den palatalisierten stimmhaften velaren Plosiv [ɡʲ] repräsentiert. Seine Entsprechungen sind das گ im aserbaidschanischen arabischen Alphabet sowie in der aserbaidschanischen Lateinschrift das g.

## Zeichenkodierung
| Standard  | Standard    | Majuskel Ҝ                                      | Minuskel ҝ                                    |
| --------- | ----------- | ----------------------------------------------- | --------------------------------------------- |
| Unicode   | Codepoint   | U+049C                                          | U+049D                                        |
| Unicode   | Name        | CYRILLIC CAPITAL LETTER KA WITH VERTICAL STROKE | CYRILLIC SMALL LETTER KA WITH VERTICAL STROKE |
| UTF-8     | UTF-8       | D2 9C                                           | D2 9D                                         |
| XML/XHTML | dezimal     | &#1180;                                         | &#1181;                                       |
| XML/XHTML | hexadezimal | &#x049C;                                        | &#x049D;                                      |